# Ceci n'est pas un disque
Albums de TTC
Bâtards sensibles
(2004)
Ceci n'est pas un disque est le premier album du groupe de hip-hop TTC, sorti le 22 avril 2002 sur le label Big Dada.
Le nom de l'album fait référence à la phrase « Ceci n'est pas une pipe » figurant sur le tableau La Trahison des images de René Magritte. De même que le tableau de Magritte représente une pipe, la pochette de l'album, designée par Kid Acne, représente un disque vinyle sur une platine.
Ont participé à la réalisation de cet album de nombreux artistes tels que DJ Vadim et Yarah Bravo, le duo La Caution, James Delleck ou encore Doseone du label anticon..

## Liste des pistes
| No  | Titre                                                          | Producteur(s) | Durée |
| --- | -------------------------------------------------------------- | ------------- | ----- |
| 1.  | Nonscience                                                     |               | 3:40  |
| 2.  | (Je n'arrive pas à) danser (Mixé par Al Mono)                  | Tido Berman   | 4:14  |
| 3.  | De Pauvres Riches (Mixé par DJ Vadim)                          | DJ Vadim      | 3:58  |
| 4.  | Teste ta compréhension                                         |               | 2:17  |
| 5.  | Pas d'armure (avec Doseone et Hi-Tek Le Receleur)              | Para One      | 7:10  |
| 6.  | Reconstitution                                                 | DJ Fab        | 3:00  |
| 7.  | Subway                                                         |               | 3:43  |
| 8.  | Pollution (avec La Caution)                                    |               | 5:14  |
| 9.  | Soudaine montée d'adrénaline dans l'éloge (avec James Delleck) | Tido Berman   | 4:02  |
| 10. | Toi-même                                                       | DJ Fab        | 4:57  |
| 11. | En soulevant le couvercle (avec Yarah Bravo)                   | Tacteel       | 6:21  |
| 12. | Élémentaire                                                    | Nikkfurie     | 4:35  |